# گود شارلوت
گود شارلوت (انگلیسی: Good Charlotte) گروه موسیقی آمریکایی سبک پاپ پانک است که در ۱۹۹۶ میلادی توسط دو برادر دوقلو، جوئل و بنجی مدن در والدورف، مریلند تشکیل شد. آن‌ها اولین آلبوم استودیویی‌شان را در سال ۲۰۰۰ میلادی منتشر کردند. دومین آلبوم استودیویی آن‌ها در ۲۰۰۲ میلادی منتشر شد که تاکنون بیش از سه میلیون نسخه در ایالات متحدهٔ آمریکا فروش داشته است.

## آلبوم‌ها
- گود شارلوت (۲۰۰۰)
- جوان و ناامید (۲۰۰۲)
- گاه‌شماری‌های زندگی و مرگ (۲۰۰۴)
- صبح بخیر احیا (۲۰۰۷)
- قلب‌شناسی (۲۰۱۰)
- اختیار جوانی (۲۰۱۶)